# You Keep Me Hangin' On
You Keep Me Hangin' On is een single waarvan het origineel opgenomen is door de Motown groep The Supremes. Deze versie heeft twee weken op #1 in de VS gestaan. Ook stond het #1 op de Amerikaanse R&B lijst en bereikte het de top 10 in Canada, het Verenigd Koninkrijk en op de United World Chart. In Ierland werd de #16 positie bereikt en in Nederland en Australië haalde "You Keep Me Hangin' On" de top dertig. Het nummer is door veel artiesten gecoverd, zoals Kim Wilde, Rod Stewart, Vanilla Fudge en Wilson Pickett.
Het nummer gaat erover dat de verteller van het verhaal, in dit geval leadzangeres Diana Ross, er genoeg van heeft dat ze als speelgoed behandeld wordt door haar lover. Daarom eist ze dat hij weggaat en nooit meer terugkomt. In het nummer komt een gitaar voor die het geluid van morsecode nadoet. Dit komt doordat dat geluid erg lijkt op het geluid van het nieuws en de schrijvers, Holland-Dozier-Holland, wilden de verschillende onderwerpen die in het nummer worden besproken als nieuwsberichten laten doen voorkomen. De drums, gitaren en de leadpartijen van Ross werden meerdere malen opgenomen en over elkaar heen gespeeld, zodat het nummer krachtiger over zou komen dan eerdere singles van The Supremes.

## Bezetting
- Lead: Diana Ross en Florence Ballard
- Achtergrondzangeressen: Mary Wilson en Florence Ballard
- Instrumentatie: The Funk Brothers
- Schrijvers: Holland-Dozier-Holland
- Productie: Brian Holland en Lamont Dozier